# Godasa sidae
Godasa sidae là một loài bướm đêm trong họ Noctuidae.